# Avatar - La leggenda di Aang
Avatar - La leggenda di Aang o Avatar - L'ultimo dominatore dell'aria (Avatar: The Legend of Aang o Avatar: The Last Airbender) è una serie animata statunitense creata da Michael Dante DiMartino e Bryan Konietzko. Il programma è stato trasmesso da febbraio 2005 a luglio 2008 su Nickelodeon. In Italia la serie è stata mandata in onda per la prima volta su Nickelodeon tra il dicembre 2005 e l'agosto 2010.
La serie è ambientata in un mondo immaginario ispirato all'oriente, in cui la popolazione è divisa in quattro nazioni corrispondenti ai quattro elementi (acqua, terra, fuoco e aria). La trama segue le vicende del dodicenne Aang, Avatar cui spetta il compito di riappacificare le quattro nazioni, in guerra da un secolo, grazie alla sua abilità di padroneggiare tutti e quattro gli elementi, e ai suoi amici Katara, Sokka e Toph, che lo accompagnano nelle sue avventure in giro per il mondo.
Avatar ha avuto un grande successo commerciale ed è stata acclamata da pubblico e critica, i quali hanno elogiato la sua direzione artistica, umorismo, riferimenti culturali, personaggi e temi. Ha ricevuto numerosi riconoscimenti e ottime critiche in tutto il mondo, vincendo un Emmy Award (come miglior cartone dell'anno) in patria e classificandosi come il più seguito dei cartoni della Nickelodeon in Germania, Indonesia, Belgio e Colombia. Il merchandising della serie consiste in action figure, un gioco di carte collezionabili, tre videogiochi, peluche distribuiti da Paramount Parks, due set di LEGO e diversi Funko. A partire dal 2005 sono stati pubblicati diversi fumetti basati sulla serie e graphic novel che proseguono la storia qualche anno dopo l'ultimo episodio.
Nel 2010 è uscito L'ultimo dominatore dell'aria, basato parzialmente sulla prima stagione di Avatar, diretto da M. Night Shyamalan. Dal 2012 al 2014 viene trasmesso su Nickelodeon La leggenda di Korra, sequel ambientato settant'anni dopo le vicende de La leggenda di Aang, che narra le avventure di Korra, l'Avatar succeduta ad Aang.
La serie completa è stata pubblicata su Blu-ray il 5 giugno 2018 per il decimo anniversario del finale della terza stagione. Un nuovo remake live-action della serie, prodotto da Netflix, è stato annunciato nel settembre 2018 e reso disponibile sulla piattaforma il 22 febbraio 2024. Nel 2021 sono stati creati gli Avatar Studios, una divisione della Nickelodeon dedicata interamente all'universo narrativo di Avatar.

## Trama
Un secolo prima degli eventi narrati nella serie, Aang è un dominatore dell'aria di 12 anni che vive nel Tempio dell'Aria del Sud dei Nomadi dell'Aria, custodito da un ordine monastico i cui membri sono tutti dominatori dell'aria. Un giorno, convocato dai monaci più anziani, Aang viene a conoscenza della sua vera identità: lui è il nuovo Avatar. La tradizione voleva che l'Avatar scoprisse la sua natura solo dopo aver compiuto sedici anni, ma i monaci temevano che all'orizzonte si prospettasse una guerra fra le quattro nazioni e quindi, per contribuire a prevenire tale catastrofe, era necessario ricorrere all'Avatar affinché mantenesse l'equilibrio e l'ordine nel mondo. Qualche giorno dopo, i monaci stabilirono che il giovane sarebbe stato separato dal suo maestro, il monaco Gyatso, e che sarebbe stato trasferito al Tempio Orientale dell'Aria per completare il suo addestramento. Confuso e sopraffatto da questi eventi e dalle sue nuove responsabilità come Avatar, Aang fuggì dal tempio sul suo bisonte volante, Appa. Mentre viaggiava sopra l'oceano del sud, una tempesta improvvisa trascinò il ragazzo e l'animale in mezzo ai flutti; privo di conoscenza, Aang entrò in trance e sprigionò il suo immenso potere, usando insieme il dominio dell'aria e il dominio dell'acqua per creare un iceberg per proteggere Appa e sé stesso, in modo tale che entrambi potessero essere protetti dalla tempesta fino a che il temporale non si fosse dissipato. Ma la tempesta portò l'iceberg molto vicino al polo sud e, non potendo sciogliersi, mantenne i due in uno stato di prolungata animazione sospesa.
La serie ha inizio cento anni più tardi, con la Nazione del Fuoco a un passo dalla vittoria nella guerra imperialista da essa scatenata: tutti i Nomadi dell'Aria sono stati distrutti; le Tribù dell'Acqua sono in grave crisi, perché gli ultimi guerrieri di quella del Sud hanno lasciato le loro terre natie per andare in guerra e sabotare i piani degli invasori, mentre quella del Nord, benché in gran parte intatta, si è rifugiata in una città-fortezza rimanendo costantemente sulla difensiva; il vasto Regno della Terra ora è l'unico ostacolo che si frappone tra la Nazione del Fuoco e il dominio del mondo, ma poiché i loro eserciti continuano ad avanzare e a conquistare intere province e ricche città, le speranze di un'improbabile vittoria si affievoliscono sempre più a ogni anno che passa. È in questo clima di rassegnazione alla tirannia che due giovani fratelli della Tribù dell'Acqua del Sud, Katara e Sokka, rispettivamente una dominatrice dell'acqua ed un guerriero della Tribù, scoprono e liberano Aang e Appa dall'iceberg. Il ragazzo presto apprende con suo orrore che, durante la sua assenza, è stata intrapresa una guerra secolare che rischia di incatenare il mondo ai piedi della Nazione del Fuoco. L'anno stesso in cui lui sparì, infatti, il Signore del Fuoco Sozin approfittò della sua assenza e del passaggio di una cometa mistica in grado di aumentare i poteri dei dominatori del fuoco per dichiarare guerra alle altre nazioni. Inorridito, Aang scopre inoltre come la grande operazione che ha avviato le azioni belliche della Nazione del Fuoco sia consistita nel trucidare tutti i Nomadi dell'Aria: in pochi giorni i Templi dell'Aria erano stati distrutti e saccheggiati e i dominatori dell'aria sterminati; questo genocidio fu architettato nella speranza di uccidere il nuovo giovane Avatar e interrompere il ciclo delle reincarnazioni: Aang quindi è l'ultimo dominatore dell'aria al mondo.
Come Avatar, il dovere di Aang è quello di ristabilire l'armonia e la pace tra le quattro nazioni. Con i suoi amici, Katara e Sokka, il suo bisonte volante Appa, il suo lemure volante Momo e successivamente la dominatrice della terra cieca Toph, unitasi al gruppo nel secondo "libro", Aang viaggerà per il mondo cercando di acquistare la completa padronanza di tutti e quattro gli elementi. Durante la sua ricerca però dovrà evitare costantemente di essere catturato dal principe esiliato della Nazione del Fuoco Zuko, accompagnato dal saggio zio Iroh, e, successivamente, da sua sorella, la spietata principessa Azula. In genere per acquistare il controllo di una singola arte del dominio occorrono anni di addestramento, ma Aang dovrà essere padrone di tutti e quattro gli elementi entro l'inizio dell'estate e sconfiggere il malvagio Signore del Fuoco Ozai: è infatti previsto proprio per quell'estate il ritorno della cometa di Sozin che darà, come in passato, grandi poteri ai dominatori del fuoco, che così avrebbero l'opportunità di vincere la guerra. Se questi eventi dovessero verificarsi neppure l'Avatar avrebbe la capacità di ristabilire l'equilibrio nel mondo. Acquisiti i domini dell'acqua e della terra, ad Aang manca solo quello del fuoco, che gli verrà insegnato da Zuko, che grazie all'aiuto dello zio si è pentito di avergli dato la caccia. Negli ultimi capitoli del terzo libro, mentre Zuko e Katara sono in lotta contro Azula, che sta per essere nominata nuova Signora del Fuoco, Aang combatte contro Ozai, a cui mancano pochissimi passi per dominare il mondo e diventare così il "Re Fenice". Azula viene sconfitta, mentre Aang sconfigge e neutralizza Ozai, privandolo del suo dominio, Zuko poi, lo imprigiona. Il giovane dominatore, diventa il Signore del Fuoco, Aang e Katara nel frattempo, si dichiarano finalmente il loro amore.

## Episodi
| Stagione         | Libro                | Episodi | Prima USA | Prima Italia |
| ---------------- | -------------------- | ------- | --------- | ------------ |
| Prima stagione   | Libro primo: Acqua   | 20      | 2005      | 2005         |
| Seconda stagione | Libro secondo: Terra | 20      | 2006      | 2008         |
| Terza stagione   | Libro terzo: Fuoco   | 21      | 2007-2008 | 2010         |

## Personaggi e doppiatori
- Aang (stagioni 1-3), voce originale di Zach Tyler Eisen, italiana di Alessio De Filippis.
- Sokka (stagioni 1-3), voce originale di Jack De Sena, italiana di Corrado Conforti (st. 1) e Marco Baroni (st. 2-3).
- Katara (stagioni 1-3), voce originale di Mae Whitman, italiana di Ilaria Latini.
- Zuko (stagioni 1-3), voce originale di Dante Basco e Elijah Runcorn (da bambino), italiana di Stefano Crescentini.
- Iroh (stagioni 1-3), voce originale di Mako (st. 1-2) e Greg Baldwin (st. 3), italiana di Dario De Grassi.
- Toph Beifong (stagioni 2-3), voce originale di Jessie Flower, italiana di Letizia Ciampa.
- Azula (stagioni 1-3), voce originale di Grey DeLisle, italiana di Domitilla D'Amico.
- Suki (stagioni 1-3), voce originale di Jennie Kwan, italiana di Federica De Bortoli.
- Ozai (stagioni 1-3), voce originale di Mark Hamill, italiana di Valerio Sacco.
- Mai (stagioni 2-3), voce originale di Cricket Leigh, italiana di Perla Liberatori.
- Ty Lee (stagioni 2-3), voce originale di Olivia Hack, italiana di Eleonora Reti.

## Produzione

### Concezione e sviluppo
(Bryan Konietzko descrive la sua idea)
La serie è stato co-creata e prodotta da Michael Dante DiMartino e Bryan Konietzko presso Nickelodeon Animation Studios a Burbank, in California. Nel marzo 2002 Konietzko, all'epoca al lavoro per Invader Zim su Nickelodeon, prese un vecchio schizzo di un uomo calvo e di mezza età e immaginò l'uomo da bambino. Disegnò il personaggio che cavalcava il bisonte nel cielo e mostrò lo schizzo a DiMartino, che stava guardando un documentario sugli esploratori intrappolati al Polo sud. Una delle ispirazioni per la creazione della Tribù dell'Acqua del Sud venne dall'interesse di DiMartino per la storia di Ernest Shackleton e i suoi uomini durante la spedizione Endurance. DiMartino e Konietzko inizialmente immaginavano che Aang fosse rimasto intrappolato in un iceberg per cento anni, salvo poi risvegliarsi in un mondo futuristico, in cui avrebbe avuto un robot chiamato Momo e una dozzina di bisonti. I creatori hanno perso interesse per questo tema e lo hanno trasformato in cento anni di animazione sospesa e in un mondo di ispirazione asiatica. Il robot Momo divenne un lemure volante e la mandria di bisonti fu ridotta a uno.
I due co-creatori hanno lanciato con successo l'idea al vicepresidente e produttore esecutivo Nickelodeon, Eric Coleman, due settimane più tardi, mostrandogli alcuni bozzetti di Aang, Katara, Sokka e descrivendogli la storia, i personaggi e l'ambientazione. Un episodio pilota della serie è stato realizzato nel 2003, due anni prima della messa in onda, scritto e diretto da Michael Dante DiMartino e Bryan Konietzko. Mitchel Musso ha doppiato Aang in questo pilot, ma in seguito è stato sostituito da Zach Tyler Eisen quando la serie ha iniziato la produzione. Nell'episodio, Sokka e sua sorella Kya (nome con la quale era nota Katara ai tempi del pilot) devono viaggiare per il mondo per trovare maestri per Aang, che è l'Avatar; tuttavia, devono sfuggire da un nemico, il principe Zuko della Nazione del Fuoco, che vuole catturare Aang. Il nome originario di Katara, venne respinto da Nickelodeon a causa dell'omonimia con un videogioco. Nonostante ciò, il nome Kya verrà ripreso in seguito per la defunta madre di Katara.
La serie è stata presentata al pubblico in un teaser trailer al Comic-Con 2004, e ha debuttato il 21 febbraio 2005. In un'intervista, Konietzko ha dichiarato: "Mike ed io eravamo veramente interessati ad altre epiche proprietà di "Legends & Lore", come Harry Potter e Il Signore degli Anelli, ma sapevamo che volevamo adottare un approccio diverso a quel tipo di genere. Il nostro amore per gli anime giapponesi, l'azione di Hong Kong e il cinema kung fu, lo yoga e le filosofie orientali ci hanno portato all'ispirazione iniziale di Avatar: The Last Airbender." La serie è composta da sessantuno episodi, suddivisi in tre stagioni. Ogni stagione della serie è conosciuta come un "libro", in cui ogni episodio viene denominato "capitolo". Ogni libro prende il nome da uno degli elementi che Aang, il protagonista, deve padroneggiare: acqua, terra e fuoco. Le prime due stagioni dello spettacolo sono ciascuna di venti episodi e la terza stagione ne ha ventuno.

### Regia e sceneggiatura

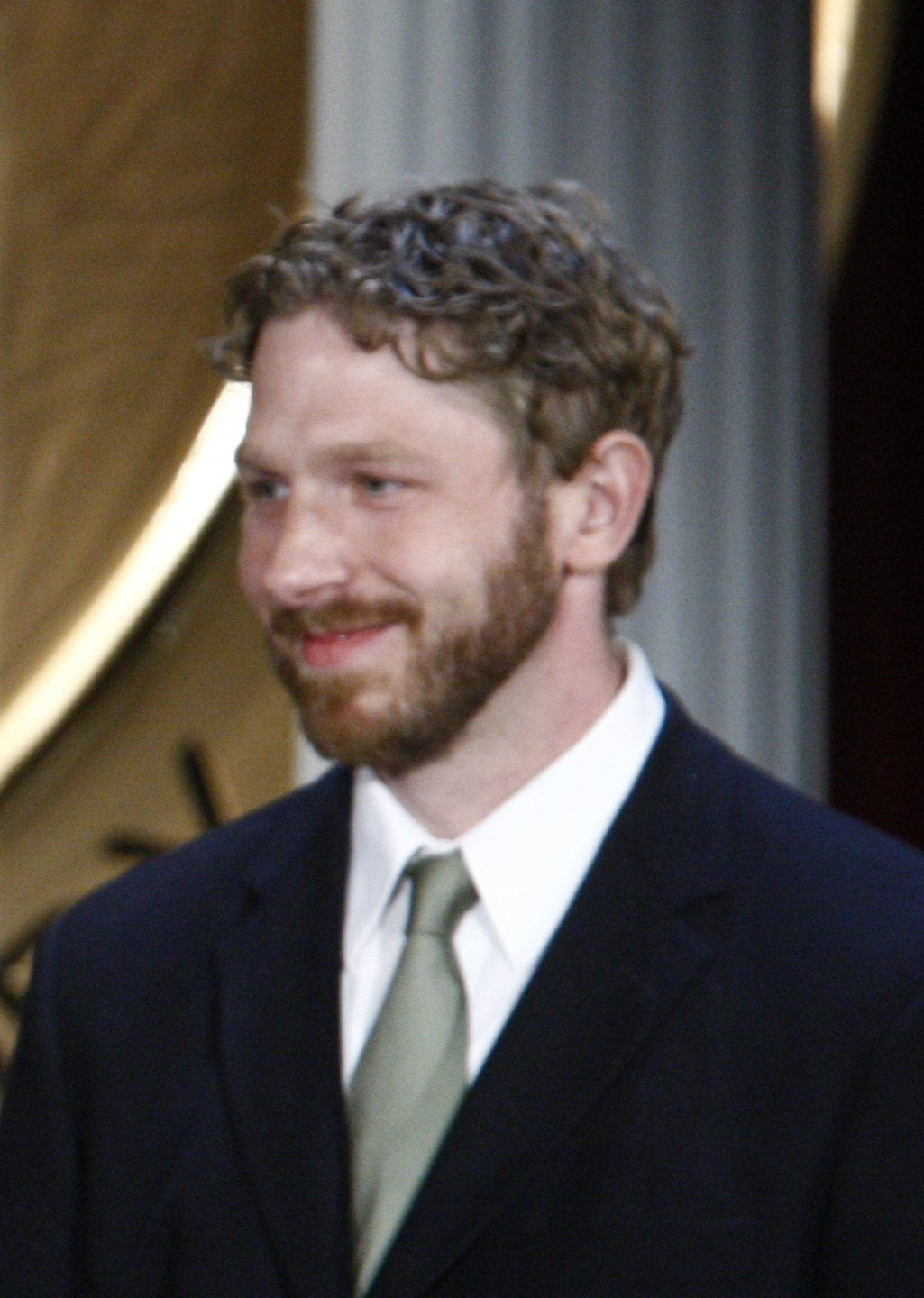
Aaron Ehasz, scrittore capo e co-produttore esecutivo della serie.

Gli episodi della prima stagione sono stati scritti o co-scritti da un gruppo di sceneggiatori, tra cui Nick Malis, John O'Bryan, Matthew Hubbard, James Eagan, Ian Wilcox, Tim Hedrick e Elizabeth Welch Ehasz. Dave Filoni, regista di otto episodi della prima stagione e collaboratore nel processo creativo, lascia Avatar al termine della prima stagione per lavorare al fianco di George Lucas, il quale l'aveva contattato per lavorare insieme a lui alla serie Star Wars: The Clone Wars. A partire dall'episodio I racconti di Ba Sing Se della seconda stagione, si è unito al team come autore di storyboard Joaquim Dos Santos, mentre come regista per la terza stagione. La maggior parte dei singoli episodi della seconda stagione e della terza stagione sono stati diretti da Ethan Spaulding, Lauren MacMullan e Giancarlo Volpe. Gli episodi sono stati scritti da un team di scrittori, che includeva Aaron Ehasz − figura di spicco in Avatar in quanto capo sceneggiatore e co-produttore esecutivo −, Elizabeth Welch Ehasz, Tim Hedrick, John O'Bryan; insieme DiMartino e Konietzko.
I creatori della serie hanno partecipato attivamente alla scrittura di molti episodi, tra i quali La cometa di Sozin, finale della terza e ultima stagione in quattro parti: DiMartino ha realizzato le parti uno, tre e quattro e Konietzko ha assistito con le parti tre e quattro. Inoltre, Aaron Ehasz ha scritto la seconda parte del finale, Ethan Spaulding ha diretto la prima parte, Giancarlo Volpe ha diretto la seconda e Joaquim Dos Santos ha diretto le parti tre e quattro. Sebbene La cometa di Sozin sia stata originariamente scritta come una storia in tre parti, i creatori notarono che la lunghezza era aumentata oltre ciò che avevano previsto dalla sceneggiatura iniziale. Per evitare problemi di ritmo, hanno diviso la parte finale in due, aggiungendo diverse scene per riempire il tempo rimanente.
Nell'aprile 2019 Aaron Ehasz ha affermato, sul suo profilo Twitter, che c'erano i presupposti per una quarta stagione de La leggenda di Aang, la quale si sarebbe concentrata sulla redenzione di Azula. Alla fine il progetto non è andato in porto poiché DiMartino e Konietzko hanno preferito concentrarsi sull'imminente film L'ultimo dominatore dell'aria, nonostante M. Night Shyamalan supportasse l'idea di un'ulteriore stagione della serie.

### Influenze culturali
Avatar - La leggenda di Aang attinge intensamente dall'arte e dalla mitologia asiatica per creare il proprio universo immaginario. I creatori della serie hanno chiesto aiuto ai consulenti culturali Edwin Zane e calligrafo Siu-Leung Lee per indirizzare la direzione artistica. Escludendo lo stile grafico del cartone, che si ispira esplicitamente alle opere di Hayao Miyazaki e della Gainax, la serie agglomera filosofie, religioni, miti, costumi, tradizioni e arti marziali asiatiche. Le sue influenze culturali più esplicite riguardano l'arte e la storia della Cina, l'Induismo (l'Avatar è un concetto induista), il taoismo, il Buddismo e lo yoga. Jeremy Zuckerman e Benjamin Wynn hanno realizzato la musica e il suono della serie; hanno sperimentato una vasta gamma di strumenti, tra cui il guzheng, il pipa e il duduk, per adattarsi all'ambientazione influenzata dall'Asia.

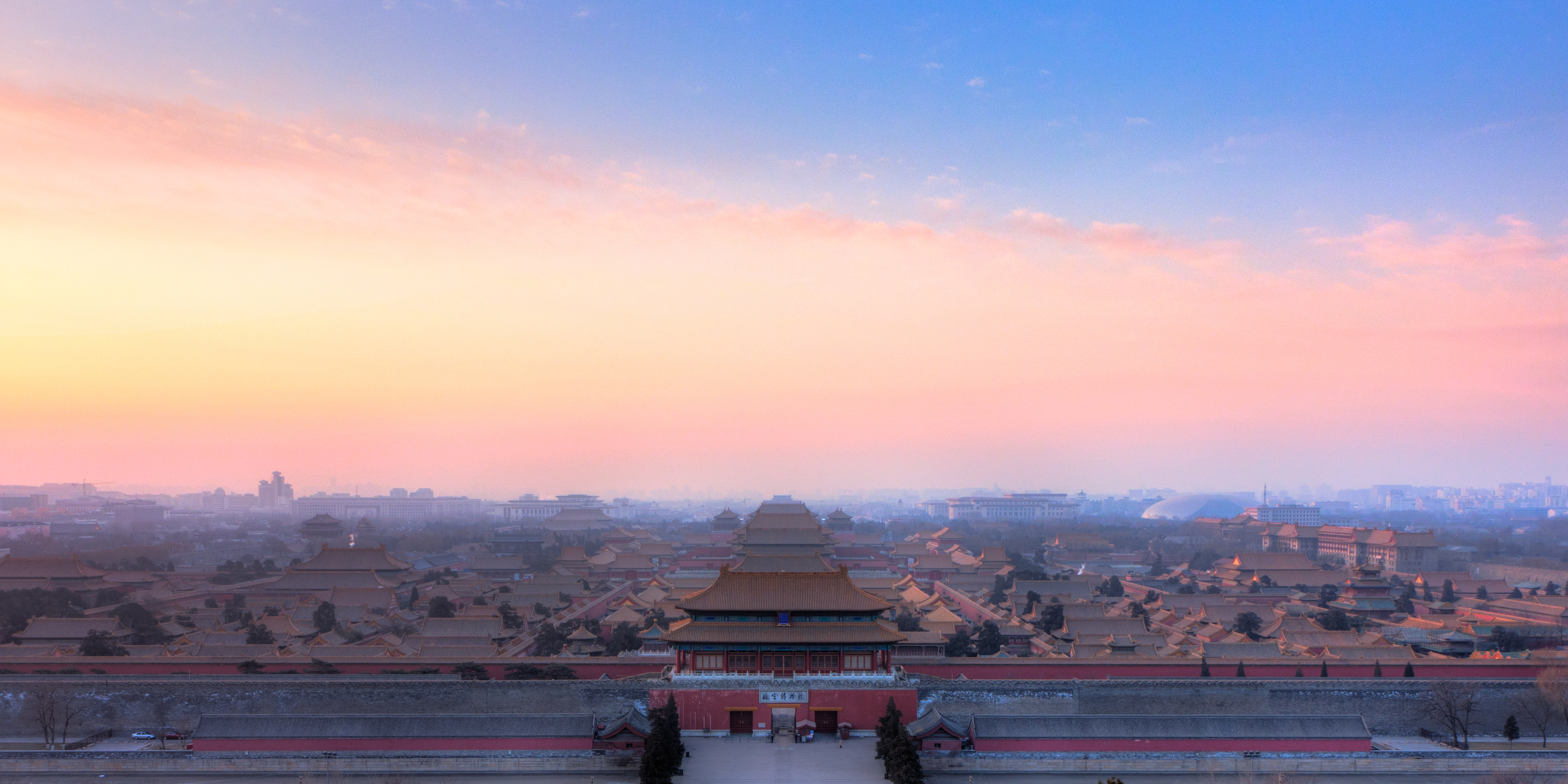
Le ambientazioni fittizie presenti nello spettacolo, sono basate sull'architettura e sul design di luoghi reali. Ad esempio, i creatori hanno modellato la città di Ba Sing Se sulla Città Proibita in Cina.

Lo stile artistico delle location fittizie utilizzate nella serie, si basa su quello dei luoghi reali in Asia. Siti come la Città Proibita e la Grande muraglia cinese a Pechino sono stati ispiratori della città di Ba Sing Se del Regno della Terra, e le località di Tribù dell'Acqua erano basate sulle culture Inuit e Sireniki. Secondo lo scrittore Aaron Ehasz, i primi progetti della Nazione del Fuoco erano interamente basati sulla cultura giapponese. Per evitare di fare accidentalmente riferimenti alla politica, hanno ridisegnato molte impostazioni e popoli per essere più "ampiamente ispirati".
Si può inoltre notare che ogni popolazione del mondo di Avatar sia costituita da elementi culturali diversi: la Nazione del Fuoco rispecchia maggiormente quelli cinesi del periodo Tang e giapponesi (non facenti parte di essa sono alcuni dominatori, i Guerrieri del Sole, incontrati nella terza stagione, di influenza nativo americana come Aztechi, Inca, Maya), il Regno della Terra (vasto e variegato al suo interno) quelli cinesi della dinastia Qing, giapponesi del periodo Heian e coreani, i Nomadi dell'Aria quelli tibetani e nepalesi, mentre le Tribù dell'Acqua si rifanno al popolo Inuit (con l'eccezione della Tribù della Palude Nebbiosa, incontrata nella seconda e terza stagione, di influenza amazzonica). Per i luoghi il lago Laogai, presente nella seconda stagione, è ripreso dallo storico Laogai.
Il tè è una bevanda popolare nel mondo di Avatar. Si dice che la pratica del bere il tè sia iniziata in Cina già nel 2737 a.C. Fu solo durante la dinastia Tang (618-907 d.C.) che il tè venne cementato come bevanda nazionale della Cina, che alla fine si diffuse in Asia e infine nel mondo. Il tè rimane una delle bevande più popolari in Cina e molti dei tè citati da Iroh, tra cui gelsomino e ginseng, sono vere bevande.

#### Avatar
Il termine "Avatar" deriva dalla parola sanscrita Avatāra, (in lingua sanscrita: अवतार), che significa "disceso". Nell'Induismo gli dei si manifestano nell'Avatar per ristabilire l'equilibrio sulla terra, di solito durante un periodo di grande caos. I caratteri cinesi che appaiono ai margini dell'immagine di apertura del cartone significano "il mediatore divino che è disceso nel mondo mortale".
Quando Aang era un bambino, rivelò inconsciamente di essere l'Avatar quando scelse quattro precisi giocattoli fra migliaia di altri, ognuno dei quali era un giocattolo dei precedenti Avatar. Nel Buddismo tibetano c'è una prova simile per la reincarnazione dei Tulku. In accordo con il libro Magic and Mystery in Tibet di Alexandra David-Néel, "un numero di oggetti come rosari, suppellettili rituali, libri, tazze da tè, ecc. vengono riuniti assieme e il bambino deve scegliere quelli che appartenevano al passato tulku, mostrando così di riconoscere quelle cose che erano loro nelle loro vite passate".

#### Elementi
Avatar trae ispirazione dagli elementi classici comuni alle più antiche filosofie (più che dai cinque elementi classici cinesi) per le sue arti del dominio: acqua, terra, fuoco e aria. Sebbene ognuno abbia una sua variazione, in qualche modo le più antiche filosofie si accomunano per questi quattro elementi.
Nella sigla d'apertura, ogni elemento è accompagnato da due caratteri: un carattere in Cinese antico sulla sinistra, e uno in Cinese moderno sulla destra:
- L'acqua (水) è associata con la benevolenza e l'adattabilità (cinese: 善; Pinyin: shàn).
- La terra (土) è associata con la forza (cinese: 強; Pinyin: qiáng).
- Il fuoco (火) è associato con l'intensità, la vita e la ferocia (cinese: 烈; Pinyin: liè).
- L'aria (氣) è associata con la pace e l'armonia (cinese: 和; Pinyin: hé).

Molti dei personaggi ricorrenti della serie hanno ricevuto dei tratti del carattere basati sul rispettivo elemento. Aang è spensierato e infantile, come comunemente viene attribuito allo "stupore" dell'ignoto, o alla "libertà" del vento e dell'aria. Come spiritualista, pacifista e vegetariano, è molto Yin e in particolare femminile, iper-sintonizzato con il mondo degli spiriti, e preferisce alternative non violente alla risoluzione dei problemi. Toph, nonostante sia cieca, è estremamente perspicace del mondo che la circonda a causa della sua connessione con la terra. A differenza di Aang, è estremamente brusca quando critica gli altri, paragonabile alla durezza della terra.

#### Stili di combattimento e armi
Gli stili di combattimento e le armi di lotta della serie derivano dalle arti marziali cinesi, tanto che i creatori della serie hanno assunto come consulente per i combattimenti Sifu Kisu della Harmonious Fist Chinese Athletic Association. Il cinema asiatico ha influenzato pesantemente la presentazione di queste mosse di arti marziali. Ognuna delle arti del dominio corrisponde a un determinato stile del mondo reale:
- Il Tai Chi per il dominio dell'acqua.
- Lo stile Hung Gar per il dominio della terra.
- Lo stile Shaolin per il dominio del fuoco.
- Lo stile Ba Gua Zhang della Cina settentrionale per il dominio dell'aria.[38]

Per alcuni personaggi principali sono stati inoltre utilizzati degli stili più particolareggiati, che si adattavano meglio alle caratteristiche stesse del personaggio:
- Lo stile Chu Gar della Mantide Religiosa del Sud, che utilizza un particolare movimento dei piedi, viene utilizzato da Toph Beifong per compensare la sua cecità, contraddistinguendola con uno stile di dominio della terra unico.[39]
- Lo stile Shequan (o "pugilato del serpente") viene invece utilizzato per le tecniche di combattimento della principessa Azula.

Per quel che riguarda le armi, anch'esse di ispirazione cinese, sono diversi i personaggi nella serie che ne fanno uso. Il boomerang di Sokka è basato sui "boomerang di ritorno", una delle due armi curve usate dagli aborigeni australiani. Altri gruppi tribali in tutto il mondo, compresi i nativi americani e gli asiatici del sud, hanno usato boomerang per cacciare, ma questi boomerang non sarebbero tornati al lanciatore. Il nome "boomerang" era usato dal popolo di Turuwal che viveva a sud di Sydney, ed è usato solo per riferirsi a boomerang che tornano indietro. Zuko brandisce due dao spesso mentre veste i panni dello Spirito Blu. Nota come una delle quattro principali armi cinesi, il dao è noto come "la più spericolata e audace di tutte le armi". A differenza della spada di Sokka, le spade di Zuko sono come il dao tradizionale - a una mano e con un solo taglio. Le armi di Jet sono conosciute anche come spade con gancio tigre o "Spada celeste e del sole" (乾坤 日月 刀). Queste armi hanno una lama simile a quella del jian, anche se possibilmente più spessa o non affilata, con una punta o un uncino simile al bastone di un pastore vicino alla punta. La difesa è nello stile delle spade a farfalla, considerevole. Spesso usati a coppie, i ganci delle armi possono essere usati per intrappolare o deviare altre armi. La "spada spaziale" di Sokka è una jian (剑), una spada a doppio taglio cinese. La jian ha una storia di 2.500 anni ed è considerato una delle principali armi cinesi. Conosciuto come "L'arma del gentiluomo", la jian è un'arma multiuso usata per tagliare, spingere, fendere e pugnalare. Uno dei marchi di fabbrica della narrativa cinese wuxia, le spade jian come la "spada spaziale" di Sokka sono spesso presenti in primo piano nella storia.

### Animazione
I concept art dei personaggi sono nati dalla matita di uno dei creatori della serie, Bryan Konietzko. Lo schizzo principale raffigurava un monaco di mezza età con una freccia in testa e in seguito includeva un bisonte volante come animale domestico. Il partner di Konietzko, Michael Dante DiMartino, era interessato ai documentari relativi al Polo Sud all'epoca dello sviluppo della serie. Hanno combinato queste idee e creato il concetto di "ragazzo d'aria" e "ragazzi d'acqua" intrappolati in una landa innevata, con "ragazzi del fuoco" che li invadono. Inoltre, gli scrittori hanno basato le diverse abilità di domini dei personaggi su stili distinti di arti marziali. Gran parte dei concept art dei personaggi sono stati realizzati in collaborazione con Angela Mueller.
L'episodio pilota della serie mai andato in onda, è stato animato da Tin House, Inc. Due studi coreani, DR Movie e JM Animation Co., sono stati assunti per fornire supporto alla produzione dell'animazione per la prima stagione della serie. Anche per la seconda stagione, si alternarono i due studi d'animazione coreani. Per la terza ed ultima stagione, lavora alla realizzazione della serie anche Moi Animation, il quale anima dieci episodi su ventuno. Unicamente per il primo episodio della terza stagione, Il risveglio, ad occuparsi dell'animazione è stato SEK Studio.
Il dibattito sul fatto che Avatar possa o non possa essere considerato un anime è molto controverso; un critico statunitense ha commentato: «Avatar rende confusa la linea di separazione fra i cartoni americani e gli anime giapponesi fino a farla diventare irrilevante». I creatori della serie Bryan Konietzko e Michael Dante DiMartino hanno confermato una particolare influenza degli anime in un'intervista:
Secondo un'intervista con gli artisti di Avatar, il bisonte volante Appa è stato disegnato basandosi sul personaggio di Catbus di Il mio vicino Totoro, avendo il peculiare compito di creare un mammifero con sei gambe. Avatar trae anche ispirazione dagli anime Cowboy Bebop e Samurai Champloo di Shinichiro Watanabe e dall'original anime video FLCL della Gainax. Vi sono inoltre molti riferimenti a diverse altre produzioni di studi di animazione giapponesi come lo Studio Ghibli (in particolare per le opere di Hayao Miyazaki), lo Studio 4°C e la Production I.G. Per molti comunque, benché risulti pesantemente influenzata dagli anime, la serie non può essere considerata tale poiché originaria degli Stati Uniti.

### Casting
La maggior parte dei personaggi principali del programma ha fatto il suo debutto fin dai primi episodi della stagione d'esordio: Zach Tyler Eisen ha prestato la voce di Aang, Jack De Sena ha doppiato Sokka, Mae Whitman ha dato la voce di Katara, Dante Basco è stato scelto per interpretare Zuko, Mako per doppiare Iroh, e Dee Bradley Baker per dare la voce a due animali, Appa e Momo. Altri personaggi secondari includono l'Ammiraglio Zhao, doppiato da Jason Isaacs, e Jet doppiato da Crawford Wilson.
Per la seconda stagione, la maggior parte dei personaggi principali della prima stagione è rimasta invariata. Entrano nel cast nuovi doppiatori: Jessie Flower come doppiatrice di Toph Beifong, Grey DeLisle nei panni di Azula, Cricket Leigh presta la voce a Mai, Olivia Hack e Clancy Brown nei panni rispettivamente di Ty Lee e Long Feng. Mako Iwamatsu, doppiatore di Iroh, muore per cancro alla gola dopo che la produzione è stata completata.
Nella terza stagione si aggiunge al cast dei personaggi principali Mark Hamill per dare la voce al Signore del Fuoco Ozai, dopo aver avuto piccole apparizioni nella prima e seconda stagione, mentre Greg Baldwin sostituisce Mako come doppiatore di Iroh anche in La leggenda di Korra. La famosa tennista Serena Williams ha doppiato Ming, un soldato della Nazione del Fuoco, nell'episodio Il giorno del Sole nero (prima parte) - L'invasione e ha definito Avatar la sua serie preferita.

### Ambientazione
Avatar - La leggenda di Aang è ambientato in un universo immaginario, abitato da esseri umani, animali fantastici (di cui molti sono un misto tra due o più animali realmente esistenti) e creature soprannaturali. L'umanità è divisa in quattro nazioni: le due Tribù dell'Acqua, il Regno della Terra, i Nomadi dell'Aria e la Nazione del Fuoco. All'interno di ogni nazione esiste un ordine di uomini e donne chiamati "dominatori" che hanno la capacità di padroneggiare uno dei quattro elementi: aria, acqua, terra e fuoco. Queste arti di dominio scaturiscono dall'unione delle arti marziali con il misticismo elementale.
In ogni generazione nasce una persona capace di dominare tutti e quattro gli elementi: l'Avatar, lo spirito del pianeta manifestato in forma umana. Quando l'Avatar muore, lui o lei si reincarna in un neonato di una delle quattro nazioni secondo il ciclo dell'Avatar. Il ciclo determina in quale nazione l'Avatar rinascerà seguendo (come si scoprirà bene ne La leggenda di Korra) l'ordine nel quale il primo Avatar imparò il dominio degli elementi, legato al momento dell'anno in cui questo accadde: fuoco (in estate), aria (in autunno), acqua (in inverno) e terra (in primavera). Sempre il ciclo determina in che ordine l'Avatar debba acquistare padronanza degli elementi cominciando da quello natale, così da ottenere la forza di mantenere l'ordine e l'equilibrio tra i vari popoli.
L'Avatar inoltre possiede un potere unico, lo "stato dell'Avatar": una sorta di trance che inizialmente funziona da meccanismo di difesa incrementando vertiginosamente i suoi poteri, sfruttando le abilità e le conoscenze di tutti gli Avatar precedenti. Questo potere si attiva istintivamente nel momento in cui l'Avatar rischia di morire o quando viene sopraffatto da forti emozioni (come quando una persona a lui cara è in grave pericolo). Con la meditazione e l'introspezione, l'Avatar può anche imparare ad attivare volontariamente lo stato dell'Avatar, mantenendo il raziocinio e sfruttando appieno il suo definitivo potere sugli elementi. Quando entra in questo stato, la bocca, gli occhi e (nel caso dei dominatori dell'aria) i tatuaggi cominciano a emettere luce. L'incandescenza è la rappresentazione degli spiriti delle incarnazioni precedenti, che "accendono" la loro energia attraverso il suo corpo. Se l'Avatar venisse ucciso in questa condizione, tuttavia, il ciclo sarebbe spezzato e cesserebbe di esistere.

### Tematiche
La serie ha esplorato molti concetti raramente trattati negli spettacoli televisivi per bambini, comprese le questioni relative alla guerra, al genocidio e all'imperialismo, alla discriminazione di genere e all'emancipazione femminile, alla marginalizzazione e all'oppressione e alle questioni filosofiche che riguardano destino e fato.
Lo spettacolo è ambientato in un periodo in cui il mondo intero è inghiottito da una guerra imperialista avviata dalla Nazione del Fuoco. Mentre la guerra è uno sfondo costante, lo spettacolo descrive questi effetti attraverso gli occhi delle persone comuni - i cittadini oppressi del Regno della Terra e gli scolari della Nazione del Fuoco sottoposti a lavaggio del cervello - per mostrare come la guerra faccia vittime a tutti. E mentre la Nazione del Fuoco viene presentata come l'istigatore della violenza, lo spettacolo descrive anche la disuguaglianza sistemica vissuta dai residenti nella città del Regno della Terra di Ba Sing Se, nonché le nefande attività della polizia segreta della città. Queste situazioni mostrano la natura corruttrice del potere e le sfumature del bene e del male. Lo spettacolo introduce gli spettatori al genocidio all'inizio quando il protagonista Aang visita la sua ex casa nel Tempio dell'Aria Meridionale. Arriva a scoprire che il suo popolo è stato massacrato e gli permette di mostrare una gamma di emozioni, dalla rabbia alla perdita.
Il personaggio Zuko e il suo rapporto con suo padre e lo zio Iroh rappresentano l'arco di redenzione principale della serie e rappresentano il messaggio della serie che il destino e il fato non sono vincolanti o stabiliti da altre persone, ma possono essere modificati. Nella prima stagione, si sforza di conformarsi al destino e al percorso determinato da suo padre, ma Iroh lo incita chiedendo: "chi sei, cosa vuoi?" Lo spettacolo rappresenta anche un cast variegato di personaggi per affrontare il problema dell'emarginazione. Ad esempio, introducendo un personaggio cieco come Toph e un ragazzo paraplegico come Teo, lo spettacolo ha raffigurato personaggi con vulnerabilità che superano i loro limiti fisici e sociali. Quest'aspetto è possibile riscontrarlo anche quando si tratta di personaggi femminili dello spettacolo. Ad esempio, la protagonista femminile Katara affronta il sessismo sistemico quando raggiunge la Tribù dell'Acqua del Nord per perfezionare il suo addestramento con l'acqua. In un altro caso, suo fratello, Sokka, inizialmente è sprezzante delle guerriere Kyoshi di sesso femminile, ma impara a rispettare e ad apprezzare le loro capacità. Secondo Kirk Hamilton di Kotaku, questi temi rappresentano il messaggio della serie, e cioè che è più importante essere se stessi che non attenersi al ruolo che la società si aspetta da te."

## Colonna sonora

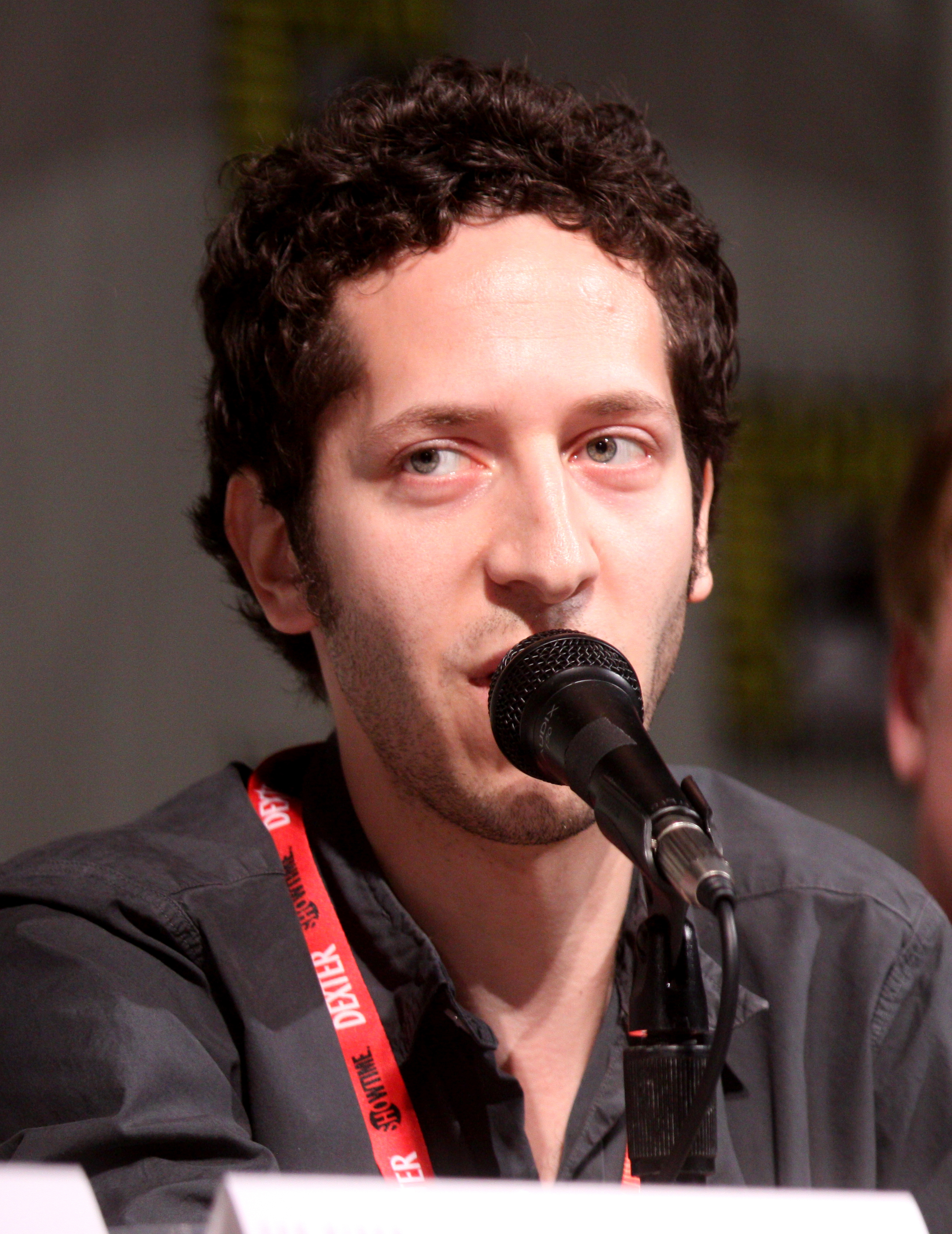
Jeremy Zuckerman, autore della colonna sonora insieme a Benjamin Wynn.

La colonna sonora della serie è stata curata dal "The Track Team", guidato da Jeremy Zuckerman, e Benjamin Wynn, conosciuti ai produttori poiché Zuckerman era il coinquilino di Konietzko. Il "The Track Team" ha testato una serie di strumenti, tra cui il guzheng, il pipa e il duduk, per adattarsi all'ambientazione influenzata dall'Asia.
Anche la musica de La cometa di Sozin, finale della serie in quattro parti, è stata realizzata dal "The Track Team". A differenza degli episodi precedenti è stata utilizzata una traccia musicale prodotta da un'orchestra dal vivo, piuttosto che una in formato MIDI. Secondo Konietzko, una delle scene più difficili da abbinare musicalmente è stata il duello di Agni Kai tra Zuko e Azula. L'abbinamento della scena di musica malinconica con un'intensa azione è stata ispirato da Ghost in the Shell, mentre la decisione di silenziare gli effetti sonori per consentire alla musica di impostare il tono è basata su Blade Runner.
Nel 2009 Jeremy Zuckerman e il team di montaggio del suono sono stati candidati ai Golden Reel per "Miglior montaggio sonoro: animazione televisiva" per il loro lavoro in Un mondo nuovo, ultimo episodio della terza stagione.

## Distribuzione
La prima puntata dell'episodio, della durata di un'ora, è andata in onda il 21 febbraio 2005 su Nickelodeon. La serie si è conclusa con un film televisivo di due ore (La cometa di Sozin) trasmesso il 19 luglio 2008.
In Italia la serie è stata trasmessa per la prima volta su Nickelodeon il 24 dicembre 2008 con la seconda stagione, il 24 dicembre 2005 con la prima stagione e il 22 giugno 2010 con la terza stagione e si è conclusa l'8 agosto 2010. In Francia la serie è stata trasmessa dal 27 agosto 2005 su TF1, dal 16 settembre 2006 su Nickelodeon e da gennaio 2007 su Game One e da luglio 2016 su France 4. In Germania Avatar è stato trasmesso dall'8 gennaio 2006 dal canale NICK, mentre si è concluso il 18 novembre 2008.
Nel maggio 2020 la serie completa è stata resa disponibile su Netflix negli Stati Uniti, diventando in breve tempo la serie più vista nella prima settimana. Pochi mesi dopo, l'episodio pilota mai trasmesso viene reso disponibile su Twitch.tv. Nel giugno 2020 la serie è stata distribuita interamente su Paramount+, mentre dal gennaio 2021 su Amazon Prime Video.
In America la serie è nota come Avatar: The Last Airbender, mentre in alcuni paesi del mondo (tra cui l'Italia) il titolo è stato tradotto in Avatar - Avatar: La leggenda di Aang (Avatar: The Legend of Aang) per motivi non chiari. Nel 2022 l'animatore Giancarlo Volpe, tramite il suo profilo Twitter, ha rivelato che la serie in origine si sarebbe dovuta chiamare semplicemente Avatar, ma nel 2004 sono venuti a conoscenza che il regista James Cameron aveva già i diritti sul titolo (che avrebbe usato per il film Avatar, uscito al cinema nel 2009, 4 anni dopo la pubblicazione della serie), pertanto sono stati costretti ad aggiungere il sottotitolo The Last Airbender.

### Edizione italiana
Il doppiaggio italiano della serie è stato curato da Multimedia Network, con Enzo Bruno come direttore del doppiaggio. Corrado Conforti, voce di Sokka nella prima stagione, è stato sostituito per motivi sconosciuti da Marco Baroni per la seconda e terza.

### Edizioni home video
Tra il 31 gennaio e il 19 settembre 2006, sono stati pubblicati cinque set di DVD della prima stagione della serie negli Stati Uniti, ciascuno contenente quattro episodi. Il 12 settembre 2006 Nickelodeon ha pubblicato il Complete Book 1 Collection Box Set, che conteneva tutti gli episodi della stagione e un disco con i contenuti speciali. I dietro le quinte includono commento audio agli ultimi quattro episodi, l'episodio pilota mai trasmesso con commento, featurette sul Kung Fu nella serie, le voci dei doppiatori e dietro le quinte degli studi di animazione. Le versioni originali erano codificate come Regione 1, un tipo di DVD riprodotto solo nei lettori DVD nordamericani. Dal 2007 al 2009, Nickelodeon ha distribuito i DVD della Regione 2, che possono essere riprodotti in Europa.
Nickelodeon iniziò a pubblicare DVD per la seconda stagione il 23 gennaio 2007. Le prime quattro versioni home video contengono un disco composto da cinque episodi ciascuno. Il DVD finale della seconda stagione, intitolato Complete Book 2 Box Set, è stato pubblicato il 13 settembre 2007 e contiene tutti gli episodi della stagione su quattro dischi, incluso uno dedicato ai contenuti speciali. I bonus includono commenti audio del cast e dei creatori, The Essence of Bending con Bryan Konietzko e il maestro Sifu Kisu, corti in stile chibi e una graphic-novel animata intitolata Escape From The Spirit World.
Il primo DVD della terza stagione è stato pubblicato il 30 ottobre 2007 mentre il set completo il 16 settembre 2008. Ciascuno dei singoli DVD della terza stagione è inoltre completo di un fumetto esclusivo. Il box set DVD di tutti gli episodi della terza stagione include i seguenti extra: Inside Sozin's Comet: esclusivo commento in quattro parti dei creatori, The Women of Avatar: The Last Airbender, test d'animazione finali sulla terza stagione e Into the Fire Nation al San Diego Comic-Con. Il cofanetto è stato messo sul mercato il 1º febbraio 2010 nel Regno Unito.
Il cofanetto DVD della serie, intitolato Avatar: The Last Airbender: The Complete Series e contenente tutti e tre i libri, è stato messo sul mercato in Nord America il 6 ottobre 2015. Il 5 giugno 2018, in occasione del decimo anniversario dal finale della serie, è stata pubblicata per la prima volta la versione Blu-ray contenente tutte le stagioni. Il 18 febbraio 2020, per celebrare i quindici anni dal primo episodio di Avatar, è uscita un'edizione limitata formato Blu-ray con copertina metallizzata.

## Accoglienza

### Ascolti
Avatar - La leggenda di Aang è stata la serie televisiva animata più quotata nella sua fascia demografica al momento della première, con una media di 3.1 milioni di spettatori per ogni nuovo episodio. Ha totalizzato un massimo di ascolti di 5.6 milioni di telespettatori, venendo molto apprezzato anche nella scaletta Nicktoons, al di là del suo target demografico da 6 a 11 anni. Uno speciale di un'ora, The Secret of the Fire Nation, composto dagli episodi Il passo del serpente e La macchina infernale, andato in onda il 15 settembre 2006, ha totalizzato 5 milioni di spettatori. Secondo Nielsen Media Research, lo speciale è stato il programma televisivo via cavo con maggiori ascolti della settimana. Nel 2007, Avatar - La leggenda di Aang è stato distribuito in più di 105 paesi ed è stato uno dei programmi migliori di Nickelodeon. La serie si è classificata al primo posto su Nickelodeon in Germania, Indonesia, Malesia, Paesi Bassi, Belgio e Colombia.
Il finale in quattro parti della serie, La cometa di Sozin, ha ottenuto gli ascolti più alti della serie. La sua prima messa in onda ha avuto una media di 5.6 milioni di telespettatori, il 95% in più di quanto abbia fatto Nickelodeon a metà luglio 2007. Durante la settimana del 14 luglio, era il programma più visto dagli under-14. La popolarità del finale si è riflessa sui media online; Rise of the Phoenix King, un gioco online di Nick.com basato su La cometa di Sozin, ha avuto quasi 815.000 giocatori in tre giorni.

### Critica
La serie è stata lodata dalla critica e definita da molti una delle migliori serie televisive animate di tutti i tempi – se non la migliore. Sull'aggregatore di recensioni Rotten Tomatoes la serie ha ricevuto il 100% delle recensioni professionali positive, basato su 23 critiche. Nel 2013 TV Guide ha incluso Avatar tra i 60 più grandi cartoni di tutti i tempi. IGN l'ha inserita al 35º posto tra le migliori 100 serie animate di tutti i tempi e al 18º tra le 25 migliori serie a cartoni per adulti. Max Nicholson di IGN l'ha definita un "must-watch" e "una delle più grandi serie animate di tutti i tempi". Nel 2018 Vanity Fair ha classificato la serie all'undicesimo posto come miglior programma televisivo animato. Nick Hartel di DVD Talk ha definito la serie un "notevole spettacolo per bambini" la cui eredità "dovrebbe durare per anni a venire". Erik Amaya di Bleeding Cool ha descritto la serie "impressionante nella sua raffinatezza" e "fantastica". Henry Glasheen di SLUG Magazine ha definito la serie "avventurosa ed eccitante", un "classico". Secondo Brittany Lovely di Hypable, racconta storie "complesse e belle". Joe Corey di Inside Pulse ha descritto la serie come un ibrido di anime-action. Chris Mitchell di Popzara lo ha definito uno dei migliori spettacoli in onda su Nickelodeon, elogiando la musica di sottofondo e il doppiaggio della serie. D.F. Smith di IGN lo ha raccomandato a spettatori che amano i cartoni animati di azione-avventura.
Rob Keyes di Screen Rant definì la serie "uno dei più grandi cartoni mai realizzati". Mike Noyes di Inside Pulse lo ha consigliato agli spettatori che amano l'avventura "fantastica". Gord Lacey di TVShowsonDVD.com ha definito la serie "uno dei migliori spettacoli animati di sempre". Secondo Todd Douglass, Jr. di DVD Talk, gli adulti apprezzeranno la serie tanto quanto i bambini. Joshua Miller di CHUD.com lo ha definito "fenomenale" e "uno dei programmi più ben animati (bambini o adulti) che la TV americana abbia mai avuto"; secondo Miller, la serie è fortemente influenzata dagli anime. Tim Janson di Cinefantastique lo descrisse come "uno degli spettacoli animati più coinvolgenti prodotti". Dennis Amith di J! ENT ha definito la serie "una delle migliori serie TV animate mostrate negli Stati Uniti dai creatori americani". Amith ha elogiato le sue sofisticate trame, nervosismo, umorismo e azione. Franco "Cricket" Te of Nerd Society ha descritto La leggenda di Aang come "uno dei migliori cartoni animati" che abbia mai visto, raccomandando la serie per i suoi personaggi e la trama. Scott Thill di Wired ha definito la serie coinvolgente e ambientata, influenzata dal mondo orientale, "fantastica". Kirk Hamilton di Kotaku ha detto che la serie dovrebbe far parte dell'età d'oro della televisione e raccomandare "il sofisticato spettacolo per bambini" agli altri.
La sceneggiatura e il tema dello spettacolo sono stati ampiamente elogiati dalla critica. Michael S. Mammano di Den of Geek ha definito la trama "scritta in modo intelligente" e ha elogiato l'animazione. Nicole Clark, scrivendo per Vice News, ha scritto che la profondità narrativa della serie era "il suo più grande vantaggio" e ha elogiato "l'autenticità emotiva" della storia e come "esponeva i giovani spettatori a temi più oscuri, come il genocidio e l'autoritarismo, dando loro un quadro per la comprensione di queste storie". A Jenifer Rosenberg di ComicMix è piaciuta l'enfasi del programma su famiglia, amici, comunità e istruzione. Secondo Nick Hartel, la serie tocca temi di "genocidio e insicurezza" senza spaventare i bambini più piccoli; i personaggi cattivi sono riscattabili, inviando un importante messaggio che le persone possono cambiare e non sono legate al "destino". Chris Mitchell ha definito la trama "fantastica". D.F. Smith ha paragonato la trama della serie ai cartoni animati d'azione giapponesi, definendone il tono e il dialogo "molto americano" e lodando l'umorismo che ha fatto lievitare un tema drammatico epico adatto a tutte le età. Rob Keyes ha anche elogiato l'umorismo della serie e la trama affettiva che, secondo lui, "catturerà i vostri cuori".
Secondo Mike Noyes, la serie fonde elementi di "classici fantasy epici". Todd Douglass, Jr. ha definito la trama coinvolgente, ben pensata e significativa. Il concetto della serie è "ben realizzato", con una storia coerente. Douglass ha scritto che i personaggi "[hanno] un vero senso di progressione" e hanno elogiato gli scrittori per il loro umorismo, il loro dramma e le loro emozioni. Joshua Miller ha definito la serie sorprendentemente dark nonostante il suo tema "sciocco"; la trama è più vivace di quella di Lost e, analogamente a quest'ultimo spettacolo, enfatizza lo sviluppo del personaggio. Secondo Miller, la sua scrittura era "veri livelli di storytelling per adulti". Tim Janson ha descritto la serie come qualcosa di più della fantasia e del supereroe, vedendo i personaggi come centrali e riconoscibili. "Cricket" lodò l'uso della serie delle filosofie buddiste e la diversa presentazione dei suoi temi di coraggio e vita. Kirk Hamiltion loda la serie per aver espresso nei confronti del proprio pubblico la propria identità e il suo silenzioso progressismo.
I critici hanno inoltre elogiato lo sviluppo dei personaggi, l'arte, l'animazione e la coreografia de La leggenda di Aang; Eric Amaya si è goduto l'animazione espressiva che completa la scrittura. Secondo Amaya, gli elementi sono stati influenzati da Hayao Miyazaki. Todd Douglass, Jr. ha definito interessante lo sviluppo dei personaggi, mentre Nicole Clark ha scritto che lo spettacolo "è riuscito a fare quello che così pochi spettacoli hanno ancora oggi: assemblare un cast di personaggi che descrivono il mondo così com'è, con una gamma di identità ed esperienze. "Jenifer Rosenburg ha elogiato la serie di ritratti femminili come" forti, responsabili, [e] intelligenti". Secondo Joshua Miller, l'uso dei dominatori per le attività quotidiane porta "profondità e credibilità" al mondo degli Avatar. Miller ha definito i progetti della serie "ricchi e coinvolgenti", con ogni nazione che ha il proprio aspetto dettagliato. Ha elogiato le scene d'azione come "ben reso", confrontando lo sviluppo del mondo degli avatar con quello di Il Signore degli Anelli, e la coreografia di combattimento come "meravigliosa nei suoi dettagli più piccoli". D.F. Smith apprezzava gli sfondi faticosi della serie. "Cricket" ha elogiato la tavolozza dei colori di ogni episodio e la combinazione di arti marziali e magia della coreografia. Nick Hartel ha criticato l'animazione, sebbene abbia trovato un miglioramento rispetto ai precedenti trasmissioni di Nickelodeon. Chris Mitchell ha chiamato il fluido di animazione. "Cricket" concordò, notando la sua influenza manga. Secondo Brittany Lovely, i personaggi non dominatori in battaglia sono "oscurati" dalle loro controparti dominatori. Joe Corey ha definito l'azione e gli ambienti dell'animazione un "grande risultato", e Rob Keyes ha elogiato la coreografia di combattimento della serie. Secondo Kirk Hamilton, le sequenze d'azione della serie sono straordinarie pur essendo appropriate ai bambini ed eccitanti.

### Eredità
La serie è diventata in breve tempo un cult ed ha avuto un grande impatto sul modo in cui le reti hanno visto i programmi animati, con i successivi spettacoli per bambini che reso indistinto il confine tra le serie per bambini e quelle per adulti. In particolare Il principe dei draghi di Netflix, co-creato e scritto da Aaron Ehasz, è fortemente ispirato a La leggenda di Aang e vede inoltre la partecipazione di Jack De Sena, doppiatore di Sokka, nei panni del protagonista.
Il 15 maggio 2020, dopo la sua uscita su Netflix, la serie ha registrato una rinnovata popolarità; ha raggiunto la prima posizione tra gli show più visti negli Stati Uniti quattro giorni dopo l'uscita ed è stato il film o serie più popolare per la settimana dal 14 al 21 maggio. Avatar ha mantenuto un posto tra le prime 10 serie di Netflix per un totale da record di 60 giorni, numero più alto rispetto a qualsiasi altra serie da quando è stata pubblicata la lista delle serie migliori nel febbraio 2020. Sia i fan che i co-creatori Michael Dante DiMartino e Bryan Konietzko hanno attribuito la rinascita di Avatar alla sua rilevanza per gli eventi contemporanei, tra cui la pandemia di COVID-19 e le proteste razziali negli Stati Uniti d'America, con DiMartino che ha osservato: "I principali problemi nelle storie: genocidio, totalitarismo, ingiustizia sistemica, abuso - purtroppo, queste sono state questioni pervasive nel corso della storia e continuano ad esserlo. Lo show è un riflesso del nostro mondo. Ma ora, ci capita di vivere in un'epoca in cui tutti questi problemi sono stati aggravati."

## Riconoscimenti

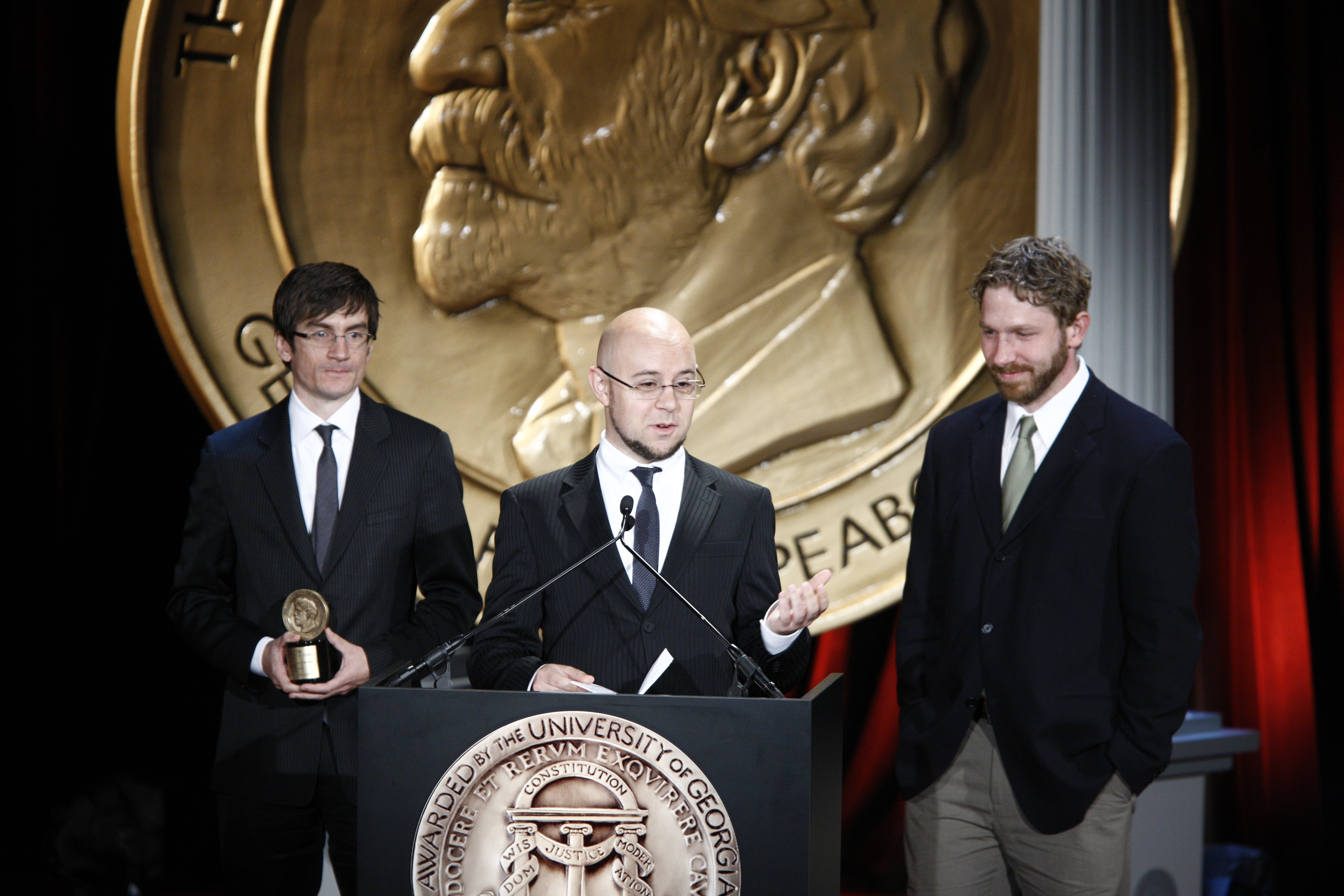
Bryan Konietzko, Michael Dante DiMartino e Aaron Ehasz ai Peabody Award del 2008.

La serie, durante e dopo la sua messa in onda, ha vinto numerosi premi. Durante i 33° Annie Award, La leggenda di Aang è stato candidato per il premio "Migliore produzione televisiva animata". Per l'episodio L'indovina della prima stagione, lo spettacolo è stato nominato per il premio "Scrittura in una produzione televisiva animata". Per l'episodio Il maestro del dominio del fuoco, la stagione è stata candidata e ha vinto il premio "Storyboard in una produzione televisiva animata". Durante i Pulcinella Awards del 2005, la stagione ha vinto anche il premio "Miglior serie TV d'azione e d'avventura" e il premio generale "Miglior serie TV".
La seconda stagione ha ricevuto grandi consensi per il suo fascino visivo. Ai 34° Annie Award, la serie è stata candidata e ha vinto il premio "Miglior personaggio in una produzione televisiva", per l'animazione di Jae-Myung Yu in La bandita cieca e il premio "Migliore regia in una produzione televisiva animata", per l'episodio Viaggio a Ba Sing Se (seconda parte) - La macchina infernale. Nel 2007, La leggenda di Aang è stata candidata per "Eccezionale programma animato" agli Emmy Awards 2007 per l'episodio La città dei segreti, sebbene non abbia vinto. Tuttavia, lo spettacolo ha vinto il premio "Eccezionale successo individuale nell'animazione" per l'animazione di Sang-Jin Kim nell'episodio Il lago Laogai.
Così come per le prime due stagioni, anche la terza ed ultima ha ricevuto numerosi riconoscimenti. Agli Annie Award 2008, la stagione ha vinto "Miglior produzione televisiva animata per bambini". Agli stessi Annie Award, Joaquim Dos Santos ha vinto il premio "Miglior regia in una produzione televisiva animata" per la sua regia in Dentro l'inferno. Agli Annecy 2008, Joaquim Dos Santos ha ottenuto una nomination per il suo lavoro con Il giorno del Sole nero (seconda parte) - L'eclissi. Inoltre, l'editore musicale e compositore Jeremy Zuckerman e il team di montaggio del suono sono stati candidati ai Golden Reel per "Miglior montaggio sonoro: animazione televisiva" per lavoro svolto in Un mondo nuovo.
- 2005 - Pulcinella Awards
  - Miglior serie TV d'azione e d'avventura[128]
  - Miglior serie TV[128]
- 2006 - 33° Annie Award
  - Candidato - Miglior produzione televisiva animata[127]
  - Storyboard in una produzione televisiva animata a Lauren MacMullan per Il maestro del dominio del fuoco[127]
  - Candidato - Miglior scrittura in una produzione televisiva animata ad Aaron Ehasz e John O'Bryan per L'indovina[127]
- 2007 - Nickelodeon Australian Kids' Choice Awards
  - Candidato - Cartone preferito[134]
- 2007 - 34° Annie Award
  - Animazione dei personaggi in una produzione televisiva animata a Yu Jae Myung per La bandita cieca[129]
  - Regia in una produzione televisiva animata a Giancarlo Volpe per Viaggio a Ba Sing Se (seconda parte) - La macchina infernale[129]
- 2007 - Genesis Awards
  - Eccezionale programma per bambini per Appa[135]
- 2007 - 59° Primetime Emmy Awards
  - Candidato - Eccezionale programma animato per La città dei segreti[136]
  - Eccezionale successo individuale nell'animazione a Sang-Jin Kim per Il lago Laogai[137]
- 2008 - Kids' Choice Awards
  - Cartone preferito[138]
- 2008 - Annecy International Animated Film Festival
  - Candidato - Miglior regia a Joaquim Dos Santos per Il giorno del Sole nero (seconda parte) - L'eclissi[133]
- 2008 - Peabody Award
  - Miglior serie TV[139]
- 2008 - 13º Satellite Awards
  - Miglior DVD per i giovani (Book 3: Fuoco, Volume 4)[140]
- 2009 - 36° Annie Award
  - Miglior produzione televisiva animata per bambini[132]
  - Regia in una produzione televisiva animata a Joaquim Dos Santos per La cometa di Sozin (terza parte) - Dentro l'inferno[132]
- 2009 - Golden Reel Awards
  - Candidato - Miglior montaggio sonoro per La cometa di Sozin (quarta parte) - Un mondo nuovo[141]
- 2009 - Nickelodeon Australian Kids' Choice Awards 2009
  - Cartone preferito[142]
- 2010 - Nickelodeon Australian Kids' Choice Awards 2010
  - Candidato - Miglior cartone[143]

## Altri media

### Fumetti
Diverse storie brevi a fumetti sono state pubblicate su Nickelodeon Magazine quando la serie era ancora in onda, tra il 2005 e il 2007, mentre Dark Horse Comics il 15 giugno 2011 ha pubblicato The Lost Adventures, una raccolta di storie inedite ambientate durante la serie. Questo fumetto è inedito in Italia.
Dark Horse Comics ha pubblicato anche una serie di graphic novel, molte delle quali scritte da Gene Yang, che continuano la storia di Aang dopo la guerra dei cent'anni. La prima serie è The Promise, pubblicata in tre volumi nel 2012, che esplora il destino delle colonie della Nazione del Fuoco che diventano Città della Repubblica in La leggenda di Korra. Una seconda serie di tre fumetti, The Search, è stata pubblicata nel 2013 e si concentra su Zuko e Azula e sul destino della madre Ursa. Il terzo volume The Rift, pubblicato nel 2014, sposta l'attenzione su Aang, la creazione di Città della Repubblica e il rapporto di Toph con la sua famiglia. The Rift è stata seguita da Smoke and Shadow, uscita tra il 2015 e 2016, in cui una forza di resistenza agisce nella Nazione del Fuoco contro il Signore del Fuoco Zuko, che alla fine della serie originale ha assunto il trono. La quinta graphic novel è North and South, pubblicata tra il 2016 e il 2017 e seguito di Smoke and Shadow, e parla di Katara e Sokka che ritornano alla Tribù dell'Acqua per vedere i vari cambiamenti nella loro patria. Tra il dicembre 2018 e l'ottobre 2019 sono state distribuite le tre parti a fumetto di Imbalance. La serie esplora il conflitto emergente tra i dominatori e i bloccanti, che diventa il centro del conflitto nella prima stagione del sequel La leggenda di Korra. A differenza dei precedenti cinque libri, non è stato scritto da Gene Yang e disegnato da Gurihiru, bensì da Faith Erin Hicks e Peter Wartman.
In Italia le graphic novel sono state pubblicate da Tunué direttamente in un formato brossurato che raccoglie le trilogia a fumetti: il 1º ottobre 2020 è uscita la prima graphic novel, intitolata La promessa (adattamento italiano di The Promise), seguita l'11 febbraio 2021 da La ricerca (The Search), il 30 settembre da La frattura (The Rift), il 17 marzo 2022 da Fumo e ombra (Smoke and Shadow) il 7 luglio da Nord e sud (North and South). e il 7 ottobre da Squilibrio (Imbalance).

### Libri
Dark Horse Comics ha pubblicato un artbook intitolato Avatar: The Last Airbender - The Animated Series il 2 giugno 2010, con 184 pagine di opere originali della serie. Nell'agosto 2015 è stato pubblicato l'artbook Avatar: The Last Airbender - The Poster Collection, libro che raccoglie poster basati sulla serie e realizzati da autori diversi. Un libro da colorare, intitolato Avatar: The Last Airbender Coloring Book, è stato pubblicato da Dark Horse nell'ottobre 2016, con disegni di Jed Henry.
Una trilogia di romanzi tratta dalla serie animata viene scritta da Jessie James e viene pubblicata dal 2011 al 2012 da Sensibili alle foglie. La trilogia viene intitolata La leggenda di Aang. Il primo libro della trilogia è Libro primo: Acqua, pubblicato nel 2011, che adatta in parte la trama della prima stagione e in parte quella del suo adattamento live action L'ultimo dominatore dell'aria. Il secondo è intitolato Libro secondo: Terra, pubblicato nel 2011, e adatta la seconda stagione. Il terzo e ultimo è intitolato Libro terzo: Fuoco, pubblicato nel 2012, e adatta la terza e ultima stagione della serie animata.
Una serie di romanzi per adulti supervisionata dal co-creatore della serie Michael Dante Di Martino viene pubblicata dal 2019 dalla Abrams Children's Books, e si intitola Cronache dell'Avatar (Chronicles of the Avatar). Il primo libro, L'ascesa di Kyoshi (The Rise of Kyoshi), è stato pubblicato negli Stati Uniti nel luglio 2019 ed è previsto in Italia per il 2024. La seconda parte, The Shadow of Kyoshi, è uscita nel luglio 2020. Il terzo libro, The Dawn of Yangchen, è uscito negli Stati Uniti nel luglio 2022. Il quarto libro, The Legacy of Yangchen, è uscito nel luglio 2023. Il quinto libro, The Reckoning of Roku, è previsto per l'agosto 2024.

### Videogiochi
È stata realizzata una trilogia di videogiochi basata sulla serie. Il videogioco Avatar: The Last Airbender è stato pubblicato il 10 ottobre 2006, e Avatar: The Last Airbender - The Burning Earth è stato pubblicato il 16 ottobre 2007. Avatar: The Last Airbender - Into the Inferno è stato pubblicato il 13 ottobre 2008.
Avatar: Legends of the Arena, un gioco di ruolo online (MMORPG) multiplayer per Microsoft Windows, è stato pubblicato il 15 settembre 2008 da Nickelodeon. I giocatori possono creare il proprio personaggio e interagire con altri giocatori in tutto il mondo. Avatar: The Last Airbender è stato il gioco Nickelodeon più venduto di THQ nel 2006 ed è stato uno dei migliori videogiochi di Sony CEA.
Nel videogioco Smite sono presenti le skin di Aang e Zuko rispettivamente per i personaggi di Merlin e di Susano. Un gioco di ruolo a turni di Navigation Games, intitolato Avatar Generations, è stato pubblicato all'inizio del 2023 per iOS e Android. Il 29 giugno 2023 viene annunciato Avatar: The Last Airbender - Quest for Balance, videogioco creato da Bamtang Games e Game Mill Entertainment e basato sulle tre stagioni della serie animata; il 22 settembre seguente viene lanciato su tutte le piattaforme.

### Film
L'8 gennaio 2007 la Paramount Pictures ha annunciato di aver scritturato M. Night Shyamalan per scrivere, dirigere e produrre una trilogia di film d'azione basata sulla serie e che la prima pellicola, intitolata L'ultimo dominatore dell'aria, ripercorrerà i principali avvenimenti del Libro primo della serie stessa. Sebbene il film in origine si chiamasse come la serie televisiva, la pellicola è stata intitolata L'ultimo dominatore dell'aria poiché i produttori temevano che sarebbe stato confuso con il film Avatar di James Cameron. Il cast del film vede Noah Ringer nei panni di Aang, Nicola Peltz nel ruolo di Katara, Jackson Rathbone nel ruolo di Sokka, Dev Patel nel ruolo di Zuko e Shaun Toub nel ruolo di Iroh. La pellicola è stata distribuita nelle sale americane il 1º luglio 2010. L'accoglienza del film da parte della critica e dei fan della serie televisiva è stata assolutamente negativa; ha ottenuto un punteggio di approvazione del 5% su Rotten Tomatoes e ha ricevuto cinque Razzie Award nell'edizione del 2010, incluso il peggior film.

### Sequel
Il 14 aprile 2012 è uscito su Nickelodeon La leggenda di Korra, serie sequel di Avatar - La leggenda di Aang. La serie è scritta e prodotta da Michael Dante DiMartino e Bryan Konietzko, i creatori e i produttori della serie originale. La serie avrebbe dovuto inizialmente intitolarsi Avatar: The Legend of Korra, poi The Last Airbender: Legend of Korra; i suoi eventi accadono settant'anni dopo la fine di La leggenda di Aang. Il protagonista della serie è Korra, una ragazza di 17 anni della Tribù dell'Acqua del Sud, che è l'incarnazione dell'Avatar dopo la morte di Aang.
Nel 2025, viene annunciata, a quasi dieci anni di distanza dalla fine di The Legend of Korra, una nuova serie intitolata Avatar: Seven Havens, con protagonista una giovane dominatrice della Terra. La serie avrà due stagioni, per un totale di 26 episodi.

### Remake live-action
Netflix ha annunciato nel settembre 2018 che un remake live-action di Avatar avrebbe dovuto iniziare la produzione nel 2019. I creatori originali della serie, DiMartino e Konietzko, saranno i produttori esecutivi e i responsabili del programma. I creatori di Avatar hanno detto che intendono adattare la serie "con un cast culturalmente appropriato, non whitewashing". Anche uno dei compositori per lo spettacolo originale, Jeremy Zuckerman, tornerà a realizzare la colonna sonora per il remake. Il 12 agosto 2020, quasi due anni dopo l'annuncio del remake live-action, Michael Dante DiMartino e Bryan Konietzko hanno entrambi rivelato, sui loro account social, di aver lasciato la serie a causa di divergenze creative.
Nel febbraio 2021 è stato confermato che Albert Kim è stato scelto come showrunner del progetto. Ad agosto 2021 vengono rivelati gli attori che interpreteranno i personaggi principali, rispettivamente Gordon Comier nel ruolo di Aang, Kiawentiio nel ruolo di Katara, Ian Ousley nel ruolo di Sokka e Dallas Liu nel ruolo di Zuko. Nel novembre seguente Netflix, con una foto del cast postata sui suoi canali social, annuncia l'inizio delle riprese, che si sono concluse il 17 giugno 2022. La serie è stata resa disponibile sulla piattaforma il 22 febbraio 2024.

### AvatarStudios
Il 24 febbraio 2021 ViacomCBS ha annunciato Avatar Studios, una nuova divisione di Nickelodeon incentrata sullo sviluppo di serie animate e film ambientati all'interno dell'universo di Avatar, da distribuire tramite le offerte lineari e digitali di Nickelodeon, così come Paramount+, cinema e terze parti. La divisione è diretta dai creatori della serie originale DiMartino e Konietzko, che ricoprono anche i ruoli di co-direttori creativi.
Il 15 giugno 2022 la Paramount ha annunciato che sono in produzione tre film animati di Avatar - La leggenda di Aang.
Il primo dei film uscirà il 30 gennaio 2026, anziché il 15 ottobre 2025, come precedentemente annunciato, e vedrà il cambio radicale del cast vocale originale. Le nuove voci saranno quelle di Eric Nam, Dionne Quan, Jessica Matten e Roman Zaragoza, rispettivamente Aang, Toph, Katara e Sokka, mentre Dante Basco tornerà a doppiare Zuko, e Dave Bautista sarà l'antagonista della pellicola. Nel marzo 2025, Steven Yeun viene annunciato come nuovo ingresso nel film. L'attore aveva già partecipato al franchise avendo doppiato Wan, il primo avatar, nella serie sequel La leggenda di Korra.

## Merchandising
Nel febbraio 2006 Upper Deck Company ha pubblicato Avatar: The Last Airbender Trading Card Game, un gioco di carte collezionabili basato sulla serie animata. Nell'estate 2006 LEGO ha fatto messo in commercio, insieme a SpongeBob SquarePants, due set basati sulla prima stagione della serie animata. Il primo, Air Temple, è una sezione del Tempio dell'Aria Settentrionale e include cinque minifigure: Aang, Sokka, due soldati della Nazione del Fuoco e Momo; il secondo set, Fire Nation Ship, presenta una grande nave della Nazione del Fuoco e include cinque minifigure: Aang, Katara, Zuko e due soldati della Nazione del Fuoco.
Il 14 dicembre 2018 viene annunciato che sarà lanciata nel gennaio seguente una linea di Funko Pop! basati sulla serie e raffiguranti i personaggi principali tra cui Aang, Katara, Sokka, Toph, Appa, Iroh, Zuko e Azula.
Il 12 luglio 2021 Magpie Games ha annunciato che il 3 agosto dello stesso anno avrebbe lanciato una campagna Kickstarter per Avatar Legends: The Roleplaying Game, un gioco di ruolo da tavolo con licenza ufficiale ambientato nell'universo di Avatar - La leggenda di Aang e La leggenda di Korra. La campagna ha raccolto 9.53 milioni di dollari, diventando la campagna di maggior successo per un gioco da tavolo nella storia di Kickstarter.